# بانویی با چراغ
بانویی با چراغ (انگلیسی: The Lady with the Lamp) فیلمی بریتانیایی در سبک درام تاریخی به کارگردانی هربرت ویلکاکس است که در سال ۱۹۵۱ منتشر شد. از بازیگران آن می‌توان به آنا نیگل اشاره کرد.